# Tour de Colombie 1961
Le Tour de Colombie 1961, qui se déroule du 27 mai au 11 juin 1961, est une épreuve cycliste remportée par le Colombien Rubén Darío Gómez, qui obtient sa deuxième victoire sur le Tour après celle de 1959. Cette course est composée de 15 étapes.